# Nawinmet Cheawchan
Nawinmet Cheawchan (thailändisch นวินเมธ เชี่ยวชาญ; * 30. Mai 2006) ist ein thailändischer Fußballspieler.

## Karriere
Nawinmet Cheawchan erlernte das Fußballspielen in der Jugend vom Chainat Hornbill FC. Hier unterschrieb er Ende Januar 2024 auch seinen ersten Vertrag. Der Verein aus Chainat spielte in der zweiten Liga, der Thai League 2. Sein Zweitligadebüt gab Nawinmet Cheawchan am 30. März 2024 (31. Spieltag) im Auswärtsspiel gegen den Pattaya United FC. Bei dem 0:0-Unentschieden wurde er in der 71. Minute für Mongkonchai Kongjumpa eingewechselt.